# Veronese Liga

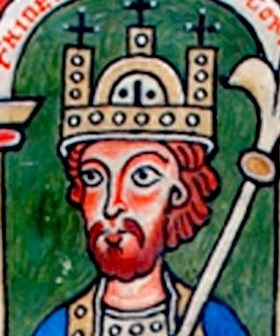
Frederik I Barbarossa, keizer van het Heilige Roomse Rijk

De Veronese Liga was een stedenbond in het markgraafschap Verona van 1164 tot 1167. De Veronese Liga was gericht tegen Frederik I Barbarossa, keizer van het Heilige Roomse Rijk. Het markgraafschap Verona was deel van dit keizerrijk. Barbarossa voerde er een centralistisch beleid, bekend als de Hohenstaufenpolitiek.

## Historiek
In 1162 verwoestte Frederik I Barbarossa de stad Milaan in Lombardije. Nadien onderwierp hij al zijn gebieden in Noord-Italië aan een regime van repressie. Dit uitte zich in militaire en fiscale verdrukking. De steden moesten boeten voor de opstandigheid tegen de keizer. In het markgraafschap Verona, gelegen naast Lombardije, verjoegen stedelingen de keizerlijke ambtenaren (1164). Keizerlijke regimenten trokken zich terug. Meer nog, de steden Verona, Padua, Treviso en Vicenza en kleinere steden verenigden zich militair in de Veronese Liga. De sterke hand achter de Liga was de naburige republiek Venetië (buiten het Heilige Roomse Rijk). Vitale II Michiel, doge van Venetië, wilde maar al te graag zijn zeerijk uitbreiden naar het vasteland. Niet alleen de Venetianen steunden de Veronese Liga. De Liga kreeg ook steun van paus Alexander III, gezworen vijand van keizer Frederik I Barbarossa, en verwikkeld in de Investituurstrijd.
Frederik I Barbarossa lanceerde in oktober 1166 zijn vierde Italiaanse veldtocht. Paus Alexander III moest de vlucht nemen en tegenpaus Paschalis III installeerde zich in Rome (1167). De Lombardische Liga ontstond als reactie en had als zwaartepunt Milaan. Later in het jaar 1167 ging de Veronese Liga op in de Lombardische Liga. Het werd een Noord-Italiaanse bond tegen het bewind van Frederik I Barbarossa.